# إليزابيث مور أوبين
إليزابيث مور أوبين هي دبلوماسية أمريكية ومسؤولة في وزارة الخارجية تم تعيينها للعمل كسفيرة للولايات المتحدة في الجزائر في 17 ديسمبر 2021. شغلت من قبل منصب نائب مساعد وزير الخارجية بالإنابة ونائب مساعد السكرتير للشؤون الإقليمية متعددة الأطراف.